# Bolbocerodema garritor
Bolbocerodema garritor es una especie de coleóptero de la familia Geotrupidae.

## Distribución geográfica
Habita en Taiwán, Sichuan y Gansu en la (China).